# Fécamp Caux Littoral Agglomération
Die Fécamp Caux Littoral Agglomération ist ein französischer Gemeindeverband mit der Rechtsform einer Communauté d’agglomération im Département Seine-Maritimein  der Regionen Normandie. Sie wurde am 25. November 2016 gegründet und umfasst 33 Gemeinden. Der Verwaltungssitz befindet sich im Ort Fécamp.

## Historische Entwicklung
Der Gemeindeverband entstand mit Wirkung vom 1. Januar 2017 durch die Fusion der Vorgängerorganisationen
- Fécamp Caux Littoral Agglomération (vor 2017) und
- Communauté de communes du Canton de Valmont.

Trotz der Namensgleichheit handelt es sich um eine Neugründung mit anderer Rechtspersönlichkeit.

## Mitgliedsgemeinden
| Gemeinde                           | Einwohner 1. Januar 2022 | Fläche km² | Dichte Einw./km² | Code INSEE | Postleitzahl |
| ---------------------------------- | ------------------------ | ---------- | ---------------- | ---------- | ------------ |
| Ancretteville-sur-Mer              | 149                      | 3,15       | 47               | 76011      | 76540        |
| Angerville-la-Martel               | 1.081                    | 10,19      | 106              | 76013      | 76540        |
| Colleville                         | 766                      | 7,39       | 104              | 76183      | 76400        |
| Contremoulins                      | 167                      | 4,38       | 38               | 76187      | 76400        |
| Criquebeuf-en-Caux                 | 404                      | 2,08       | 194              | 76194      | 76111        |
| Écretteville-sur-Mer               | 147                      | 1,89       | 78               | 76226      | 76540        |
| Életot                             | 630                      | 6,81       | 93               | 76232      | 76540        |
| Épreville                          | 1.068                    | 6,44       | 166              | 76240      | 76400        |
| Fécamp                             | 17.961                   | 15,07      | 1.192            | 76259      | 76400        |
| Froberville                        | 1.157                    | 5,88       | 197              | 76291      | 76400        |
| Ganzeville                         | 459                      | 3,96       | 116              | 76298      | 76400        |
| Gerponville                        | 381                      | 4,91       | 78               | 76299      | 76540        |
| Gerville                           | 421                      | 3,01       | 140              | 76300      | 76790        |
| Les Loges                          | 1.115                    | 14,86      | 75               | 76390      | 76790        |
| Limpiville                         | 399                      | 4,24       | 94               | 76386      | 76540        |
| Maniquerville                      | 420                      | 2,55       | 165              | 76406      | 76400        |
| Riville                            | 314                      | 7,44       | 42               | 76529      | 76540        |
| Sainte-Hélène-Bondeville           | 698                      | 6,82       | 102              | 76587      | 76400        |
| Saint-Léonard                      | 1.699                    | 11,92      | 143              | 76600      | 76400        |
| Saint-Pierre-en-Port               | 833                      | 3,89       | 214              | 76637      | 76540        |
| Sassetot-le-Mauconduit             | 1.003                    | 8,81       | 114              | 76663      | 76540        |
| Senneville-sur-Fécamp              | 875                      | 4,73       | 185              | 76670      | 76400        |
| Sorquainville                      | 174                      | 4,47       | 39               | 76680      | 76540        |
| Thérouldeville                     | 672                      | 4,58       | 147              | 76685      | 76540        |
| Theuville-aux-Maillots             | 525                      | 7,24       | 73               | 76686      | 76540        |
| Thiergeville                       | 398                      | 9,25       | 43               | 76688      | 76540        |
| Thiétreville                       | 375                      | 5,33       | 70               | 76689      | 76540        |
| Tourville-les-Ifs                  | 736                      | 8,34       | 88               | 76706      | 76400        |
| Toussaint                          | 695                      | 4,49       | 155              | 76708      | 76400        |
| Valmont                            | 869                      | 5,55       | 157              | 76719      | 76540        |
| Vattetot-sur-Mer                   | 326                      | 5,14       | 63               | 76726      | 76111        |
| Yport                              | 701                      | 2,07       | 339              | 76754      | 76111        |
| Ypreville-Biville                  | 544                      | 10,20      | 53               | 76755      | 76540        |
| Fécamp Caux Littoral Agglomération | 38.162                   | 207,08     | 184              | –          | –            |